# José Pérez Terraza
José Pérez Terraza (Mérida, 1852 - Barcelona, 1906) fue un maestro mayor de obras español.

## Trayectoria
Obtuvo el título de maestro de obras en 1872. Fue autor en Barcelona de varias casas de estilo modernista: casa Caralt (Bailén 125, 1899), casa Francesc Farreras (Rambla de Cataluña 86, 1899), casa Antoni Massana (Bailén 122, 1900), torre Ignacio Portabella (avenida del Tibidabo 27, 1905), casa de la calle Balmes 159 (1906), casa Federico Vallet (Enrique Granados 117, 1903), y la casa Llorens de Grau (Enrique Granados 119, 1904-1907), que recibió un diploma honorífico en el Concurso anual de edificios artísticos de 1907.